# James Dewey Watson
James Dewey Watson (rođen 6. travnja, 1928.) je američki molekularni biolog, koji je najpoznatiji po sudjelovanju u otkrivanju strukture molekule DNK iz 1953.  On, Francis Crick, i Maurice Wilkins zajedno su dobili 1962. Nobelovu nagradu za fiziologiju ili medicinu za svoje otkriće u vezi molekularne strukture nukleinskih kiselina i njene važnosti za prijenos podataka u živim organizmima.

## Vanjske poveznice
- Nobelova nagrada - životopis
- NewVision Magazin, "Rasistički znanstvenik sa afričkim precima" - članak  Arhivirana inačica izvorne stranice od 2. siječnja 2008. (Wayback Machine)